# Vall d'Atlixco

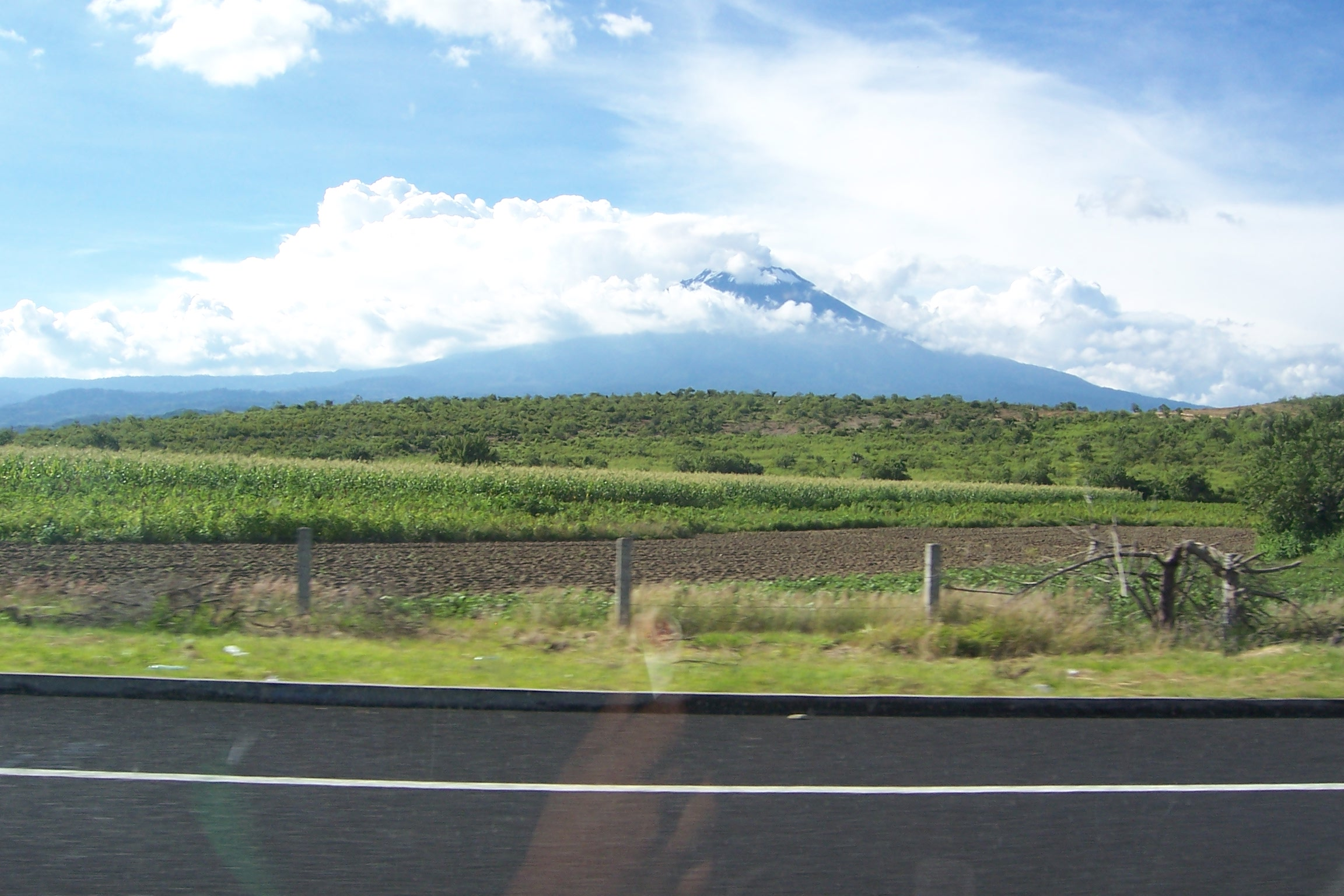
Vall d'Atlixco, amb el Popocatépetl al fons.

La vall d'Atlixco és una regió natural de l'estat de Puebla (Mèxic). Pren el seu nom de la principal població de la vall, que és la ciutat d'Atlixco. La vall d'Atlixco es localitza al sud-oest de la capital de l'estat, als voltants de la Sierra Nevada. De les poques glaceres que queden en els cims dels volcans Iztaccíhuatl i Popocatépetl baixen els rius que reguen la vall, caracteritzada pel seu clima temperat, pluges moderades i sòls fèrtils. Entre aquests rius es troben els afluents del riu Atoyac. A causa de la intensiva activitat humana a la zona, la vall d'Atlixco ha perdut els seus ecosistemes nadius, i en el seu lloc, la planura està coberta per cultius, especialment de gramínies, cereals i flors. La fertilitat dels sòls de la vall va valer a Atlixco el nom de Graner d'Amèrica i Atlixco de les Flors, amb què es va conèixer a la ciutat des de la Colònia fins al segle xx.
Aquesta vall alberga una de les principals ciutats de l'estat de Puebla, que forma part de la corona regional metropolitana de la ciutat de Puebla, que al seu torn està integrada en la megalòpoli del centre de Mèxic.